# Collegio uninominale Lombardia - 03 (2020)
Il collegio elettorale uninominale Lombardia - 03 è un collegio elettorale uninominale della Repubblica Italiana per l'elezione del Senato della Repubblica.

## Territorio
Come previsto dalla legge n. 51 del 27 maggio 2019, il collegio è stato definito tramite decreto legislativo all'interno della circoscrizione Lombardia.
È formato dalla maggior parte del territorio del comune di Milano: quartieri Adriano, Baggio, Bande Nere, Barona, Bicocca, Brera, Buenos Aires - Venezia, Cantalupa, Centrale, Chiaravalle, Città Studi, Corsica, De Angeli - Monte Rosa, Duomo, Ex OM - Morivione, Farini, Figino, Forze Armate, Garibaldi-Repubblica, Ghisolfa, Giambellino, Giardini Porta Venezia, Gratosoglio - Ticinello, Greco, Guastalla, Isola, Lambrate, Lodi - Corvetto, Lorenteggio, Loreto, Maciachini - Maggiolina, Magenta - S. Vittore, Mecenate, Muggiano, Navigli, Niguarda - Cà Granda, Ortomercato, Padova, Pagano, Parco agricolo Sud, Parco Bosco in Città, Parco dei Navigli, Parco delle Abbazie, Parco Forlanini - Ortica, Parco Lambro - Cimiano, Parco Monlué - Ponte Lambro, Parco Nord, Parco Sempione, Porta Romana, Portello, Quarto Cagnino, Quinto Romano, Quintosole, Ripamonti, Rogoredo, Ronchetto delle Rane, Ronchetto sul Naviglio, San Cristoforo, San Siro, Sarpi, Scalo Romana, Selinunte, Stadera, Tibaldi, Ticinese, Tortona, Tre Torri, Triulzo Superiore, Umbria - Molise, Viale Monza, Vigentina, Washington e XXII Marzo.
Il collegio è parte del collegio plurinominale Lombardia - 02.

## Eletti
| Elezione | Elezione | Deputato        | Partito             |
| -------- | -------- | --------------- | ------------------- |
|          | 2022     | Antonio Misiani | Partito Democratico |

## Dati elettorali

### XIX legislatura
Come previsto dalla legge elettorale, 74 senatori sono eletti con sistema a maggioranza relativa in altrettanti collegi uninominali a turno unico.
| Candidati                                 | Candidati                 | Voti    | %     | Liste                          | Voti    | %     |
| ----------------------------------------- | ------------------------- | ------- | ----- | ------------------------------ | ------- | ----- |
|                                           | Antonio Misiani ✔️ Eletto | 213 303 | 39,08 | Partito Democratico-IDP        | 142 595 | 26,13 |
| Alleanza Verdi e Sinistra                 | Antonio Misiani ✔️ Eletto | 213 303 | 39,08 | 35 115                         | 6,43    |       |
| +Europa                                   | Antonio Misiani ✔️ Eletto | 213 303 | 39,08 | 33 770                         | 6,19    |       |
| Impegno Civico - Centro Democratico       | Antonio Misiani ✔️ Eletto | 213 303 | 39,08 | 1 823                          | 0,33    |       |
|                                           | Maria Cristina Cantù      | 181 706 | 33,29 | Fratelli d'Italia              | 103 586 | 18,98 |
| Lega per Salvini Premier                  | Maria Cristina Cantù      | 181 706 | 33,29 | 37 026                         | 6,78    |       |
| Forza Italia                              | Maria Cristina Cantù      | 181 706 | 33,29 | 33 602                         | 6,16    |       |
| Noi moderati/Lupi - Toti - Brugnaro - UDC | Maria Cristina Cantù      | 181 706 | 33,29 | 7 490                          | 1,37    |       |
|                                           | Ivan Scalfarotto          | 89 159  | 16,34 | Azione - Italia Viva - Calenda | 89 159  | 16,34 |
|                                           | Eugenio Casalino          | 37 049  | 6,79  | Movimento 5 Stelle             | 37 049  | 6,79  |
|                                           | Alessandro Lanzani        | 7 666   | 1,40  | Unione Popolare                | 7 666   | 1,40  |
|                                           | Gianluca Luciano          | 5 741   | 1,05  | Italexit                       | 5 741   | 1,05  |
|                                           | Claudio Signore           | 5 741   | 1,05  | Italia Sovrana e Popolare      | 5 741   | 1,05  |
|                                           | Giancarlo Incerrano       | 2 888   | 0,53  | Vita                           | 2 888   | 0,53  |
|                                           | Massimo Picozzi           | 577     | 0,11  | Noi di Centro – Europeisti     | 577     | 0,11  |
| Totale                                    | Totale                    | 545 752 | 100   |                                | 545 752 | 100   |
|                                           |                           |         |       |                                |         |       |
| Voti non validi                           | Voti non validi           | 12 170  | 2,18  |                                |         |       |
| Votanti                                   | Votanti                   | 557 922 | 69,04 |                                |         |       |
| Elettori                                  | Elettori                  | 808 136 |       |                                |         |       |